# Wilhelm Kleinsorge

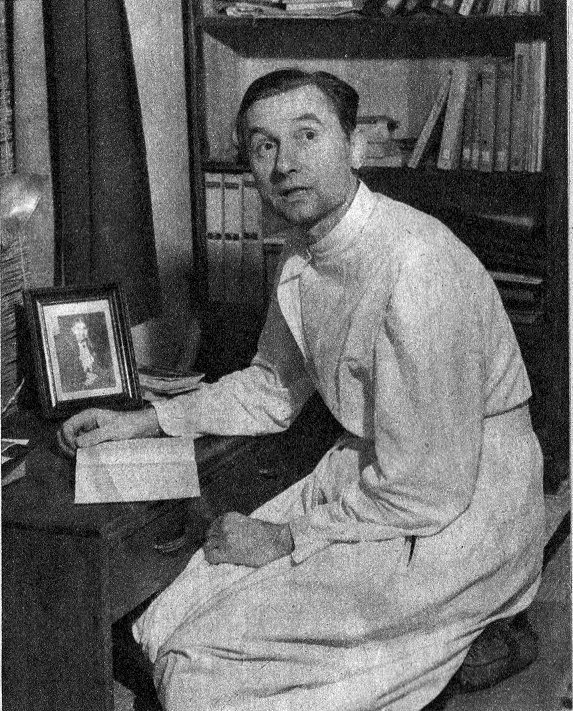
Wilhelm Kleinsorge (1952)

Wilhelm Kleinsorge SJ, Makoto Takakura (* 30. September 1906 in Köln; † 19. November 1977 in Hiroshima-Nagatsuka) war ein deutscher, in Japan wirkender römisch-katholischer Ordensgeistlicher (Jesuit). Er war ein Überlebender des Atombombenabwurfs auf Hiroshima und einer der Protagonisten in John Herseys berühmter Reportage Hiroshima.

## Leben

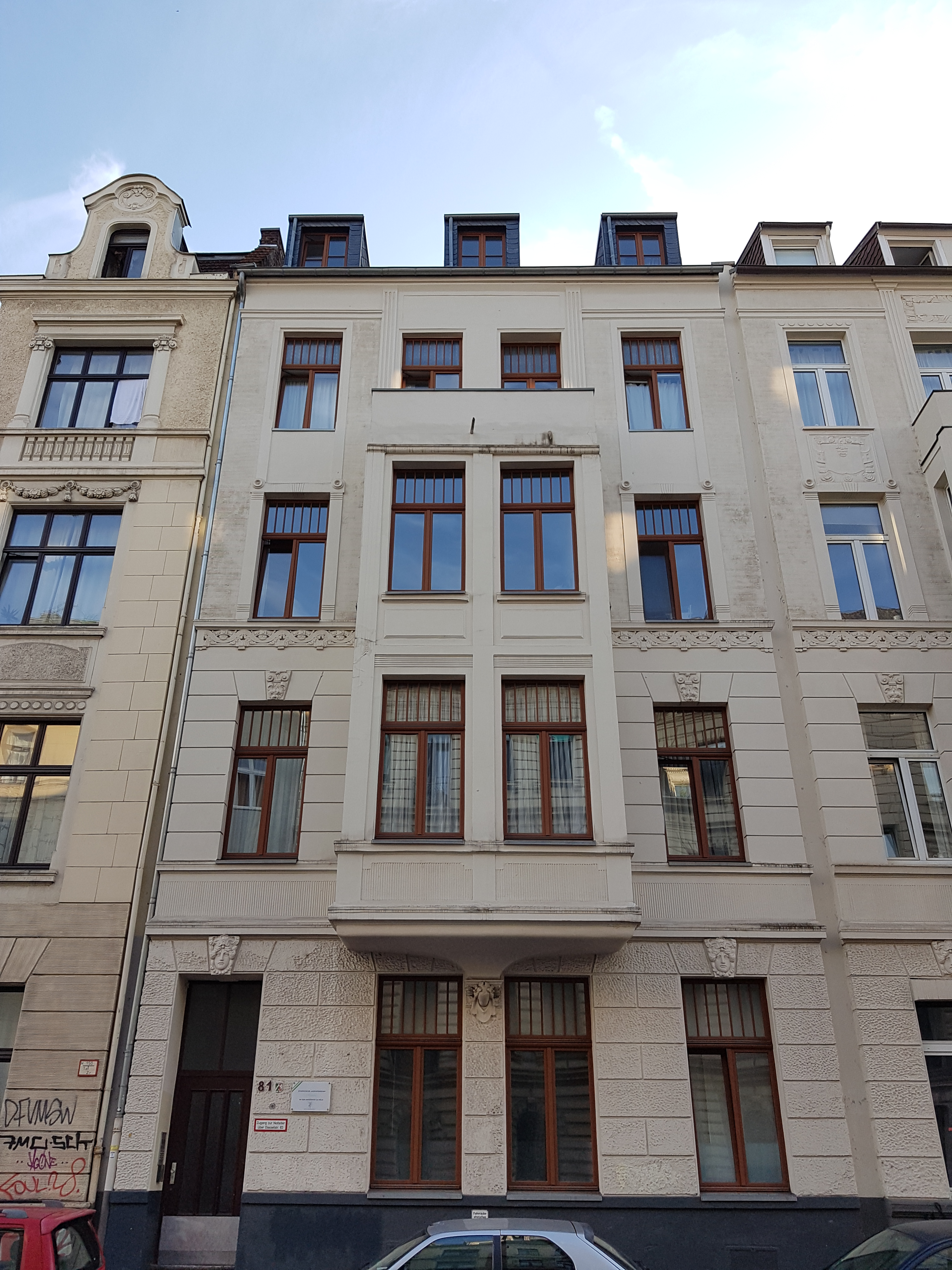
Kleinsorges Elternhaus in der Kölner Dasselstr. 81

Wilhelm Kleinsorge war ein Sohn des Studienrats und Kölner Stadtverordneten (Zentrum) Franz Kleinsorge (1863–1919) und seiner Frau Elisabeth, geb. Hesse. Er besuchte das Kölner Apostelgymnasium bis zum Abitur Ostern 1925. Während seiner Schulzeit war er im Bund Neudeutschland aktiv; in seinem letzten Schuljahr 1924/25 war er Leiter (Gaugraf) der Kölner Gruppe. Unmittelbar nach dem Abitur trat er am 22. April 1925 in das Noviziat der Jesuiten ein, das sich seit dem Kulturkampf im niederländischen ’s-Heerenberg befand. Er setzte seine Studien am Ignatiuskolleg in Valkenburg aan de Geul fort; am 28. August 1934 fand hier seine Priesterweihe statt.
1935 wurde er in die Mission der Niederdeutschen Ordensprovinz nach Japan geschickt, wo er 42 Jahre bis an sein Lebensende blieb. An der Sophia-Universität in Tokio erlernte er die Japanische Sprache und lehrte Deutsch. Ab 1938 wirkte er in der Missionsgemeinde der Jesuiten in Kōbe und Ashiya.
Anfang 1945 wurde er in die Missionsgemeinde in Hiroshima versetzt. Die Jesuiten betreuten die Pfarrkirche Maria Himmelfahrt, an deren Stelle sich heute die Weltfriedenskirche (Hiroshima) erhebt. Hier lebte er im Pfarrhaus zusammen mit dem Oberen, Pater Hugo Lassalle, den Patres Hubert Cieslik und Hubert Schiffer. Ebenfalls im Haus waren der Theologiestudent Takemoto, der Sekretär Fukai und die Haushälterin Frau Murata. Beim Abwurf der Atombombe am Morgen des 6. August 1945 waren sie acht Blocks, etwa 1,2 km vom Bodennullpunkt entfernt. Kleinsorge befand sich, geschwächt von einer Durchfallerkrankung, im dritten Stock des Pfarrhauses, wo er nach Herseys Angaben die Stimmen der Zeit (vermutlich eine alte Ausgabe) las. Er bemerkte den Lichtblitz und unmittelbar folgend das Geräusch von splitterndem Glas und Holz. Das Pfarrhaus, von dem deutschen Jesuiten-Bruder und Architekten Ignaz Gropper (1889–1968) erst 1936/37 besonders stabil und erdbebensicher erbaut, hielt als einziges Wohnhaus der Nachbarschaft der enormen Detonationswelle weitgehend stand, wurde aber dann im Laufe des Tages durch den folgenden Feuersturm zerstört. Kleinsorge war äußerlich nur leicht verletzt und half bei der Befreiung verschütteter Opfer in der Umgebung. Zusammen mit Pater Cieslik konnte Kleinsorge die verwundeten Patres Schiffer und Lasalle vor dem herannahenden Feuersturm in den nahe gelegenen Asano-Park (Shukkei-Garten) retten.

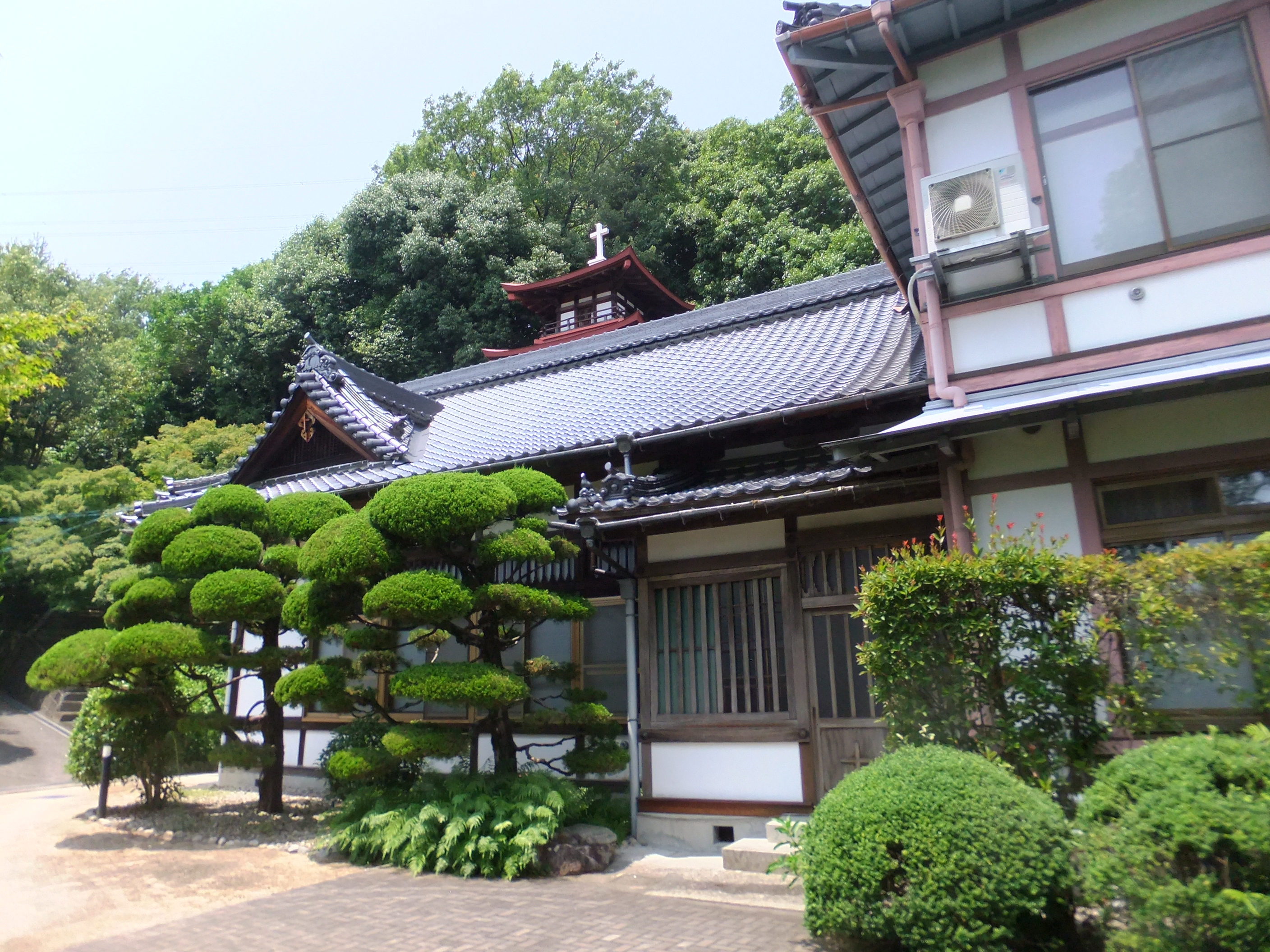
Noviziat in Nagatsuka bei Hiroshima

Hier wurde die völlig erschöpfte Gruppe am Abend von einem Rettungstrupp mehrerer anderer Jesuiten gefunden, die am Stadtrand im Noviziatshaus von Nagatsuka überlebt hatten, darunter Helmut Erlinghagen, Klaus Luhmer und Johannes Siemes. Sie brachten die Verwundeten nach Nagatsuka, wo sie von Pedro Arrupe medizinisch erstversorgt wurden. Pater Kleinsorge, der für den Weg zu schwach war, erklärte sich bereit, die Nacht über noch im Park zu bleiben, und wurde am nächsten Tag nach Nagatsuka geholt. Als einer von insgesamt 16 Jesuiten, die sich beim Abwurf der Bombe im Raum Hiroshima aufhielten, überlebte er die Explosion um 32 Jahre. Bald zeigte sich jedoch, dass Kleinsorge unter den Nachwirkungen der Strahlenkrankheit litt. Er hatte Fieber, Durchfall, Wunden, die nicht heilten, schwankende Blutwerte und war stark erschöpft. Daraufhin wurde er im September zur ärztlichen Untersuchung und Behandlung nach Tokio gebracht.
Im Dezember 1945 kehrte er nach Hiroshima zurück und half beim Wiederaufbau der Mission. Als er die japanische Staatsangehörigkeit erhielt, wählte er den japanischen Namen Makoto Takakura. Im Frühjahr 1946 kam John Hersey für seine Reportage für The New Yorker nach Hiroshima. Er wählte Kleinsorge als einen der sechs Protagonisten seiner Reportage; er ist der einzige Nicht-Japaner. Die Interpretationen des in den USA zur Schullektüre gehörenden Textes heben Kleinsorges selbstlosen Einsatz für andere und sein Pflichtgefühl hervor.
Ab 1948 betreut er eine Gemeinde im Stadtteil Hiroshima-Misasa mit einem Konvent der Kongregation der Helferinnen. Als 1961 die Gemeinden in Hiroshima in die Obhut von diözesanen Geistlichen gegeben wurden, zog er nach Mukaihara (heute Stadtteil von Akitakata), um die dortige Gemeinde zu betreuen. Seine Gesundheit blieb angeschlagen. John Hersey schrieb in seinem Folgeartikel von 1985, der den weiteren Lebensweg seiner Protagonisten beschrieb, Kleinsorges Leben nach 1945 sei „ein klassischer Fall der vagen, grenzwertigen Form der Strahlenkrankheit, in der der Körper ein vielfältiges Repertoire an Symptomen entwickelt, von denen nur wenige direkter Strahleneinwirkung zugeordnet werden können, die man aber immer wieder bei Hibakusha (Überlebenden) in verschiedenen Kombinationen findet“. Nach einem Sturz Anfang 1976 war er pflegebedürftig. Betreut von seiner langjährigen Haushälterin Satsue Yoshiki zog er in die Nähe der Kommunität der Jesuiten in Nagatsuka. Hier starb er am 19. November 1977. Er wurde auf dem Friedhof der Jesuiten oberhalb der Kommunität beigesetzt.